# Giovanni Grazzini
Giovanni Grazzini (Florència, 6 de gener de 1925 - Roma, 18 d'agost de 2001) és un crític de cinema italià, antic president del Sindicat Nacional de Crítics de Cinema Italians (SNCCI).

## Biografia
Després de llicenciar-se en lletres a la Universitat de Florència, va ser contractat com a periodista a La Nazione des de 1952, dirigit per Alfio Russo. Quan aquest últim fou nomenat director del Corriere della Sera el 1961 el va contractar com a crític de cinema. Des de llavors, Grazzini ha estat el corresponsal de Corriere als principals festivals de cinema.
El 1982 va ser nomenat president del Centre Experimental de Cinematografia contribuint significativament a la revitalització de l'escola de cinema, que havia estat tancada des de fa temps, de la revista Bianco e Nero, i de la Cineteca Nazionale. Va deixar el càrrec el 1988.
Durant la seva llarga vida professional col·laborà amb les revistes Nuova Antologia i Il Mondo; també va dirigir algunes sèries de teatre i cinema de les editorials Vallecchi i Longanesi.
El 1990 va deixar el Corriere per treballar un curt període a Il Messaggero i el 1992 del quotidià L'Indipendente, fundat aquell any. Les seves ressenyes han estat recollides en una sèrie de volums editats per Laterza.

## Premis
- Premi a la memòria del crític cinematogràfic atorgada pel President de la República Carlo Azeglio Ciampi[3]
- Guanyador dels Premis Saint-Vincent de periodisme de 1957, 1969 i 1975.

## Obres
- La donna nel cinema italiano dagli anni Sessanta a oggi (1980)
- L'intervista sul cinema (1983)
- Dolci pestiferi perversi: i bambini del cinema (1995)
- La memoria negli occhi: Boleslaw Matuszewski, un pioniere del cinema (1999)
- Gli ultimi divi (2001)
- Scrittori al cinema (2002)